# Балеарски буревестник
Балеарски буревестник (Puffinus mauretanicus) е вид птица от семейство Procellariidae. Видът е критично застрашен от изчезване.

## Разпространение и местообитание
Разпространен е в Алжир, Великобритания, Гибралтар, Ирландия, Испания, Мароко, Португалия и Франция.